# Armenia, Antioquia
Armenia [Mantequilla] là một khu tự quản thuộc tỉnh Antioquia, Colombia. Thủ phủ của khu tự quản Armenia [Mantequilla] đóng tại Armenia Khu tự quản Armenia [Mantequilla] có diện tích 110 ki lô mét vuông. Đến thời điểm ngày 28 tháng 5 năm 2005, khu tự quản Armenia [Mantequilla] có dân số 6125 người.